# Мирина
Мирина (греч. Μύρινα) — малый город в Греции. Располагается на западном побережье острова Лемнос в Эгейском море. Административный центр общины Лемнос в периферийной единице Лемнос в периферии Северные Эгейские острова. Площадь 8,747 км². Население 5711 человек по переписи 2011 года. Главный порт острова.
Город расположен на высоте 10 м над уровнем моря, на берегу двух бухт. Между бухтами на полуострове расположена венецианская крепость. До 1955 года (ΦΕΚ 287Α) город назывался Ка́строн-Лимну (Κάστρον Λήμνου), также Ка́строн от κάστρο — «за́мок». В южной бухте располагается пассажирский и рыбный порт, причал для военных судов. На противоположной крепости оконечности южной бухты на горе построен православный храм Святого Николая. Северная, бо́льшая бухта называется Кастрон и окаймлена пляжем и набережной с улицей, идущей вдоль залива.

## История
По Геродоту, когда афиняне владели Херсонесом Фракийским на Геллеспонте, тиран Херсонеса Мильтиад Младший, сын Кимона Старшего прибыл из Элеунта на Лемнос и приказал пеласгам покинуть остров. Гефестиейцы подчинились, а миринейцы нет. Афиняне осадили Мирину и после её сдачи овладели островом.
В дальнейшем Лемнос входил в состав Афинского морского союза и, согласно податному списку 452/1 года до н. э., его города Гефестия и Мирина сообща вносили 9 талантов фороса. После 450/49 года до н. э. города Лемноса платили сниженный вдвое форос отдельно. Гефестия вносила 3 таланта, а Мирина — 1½ таланта.
По Плинию Старшему:
В летнее солнцестояние на рыночную площадь Мирины ложится тень от горы Афон.
В период османского владычества город назывался Палеокастро.

## Крепость Мирины

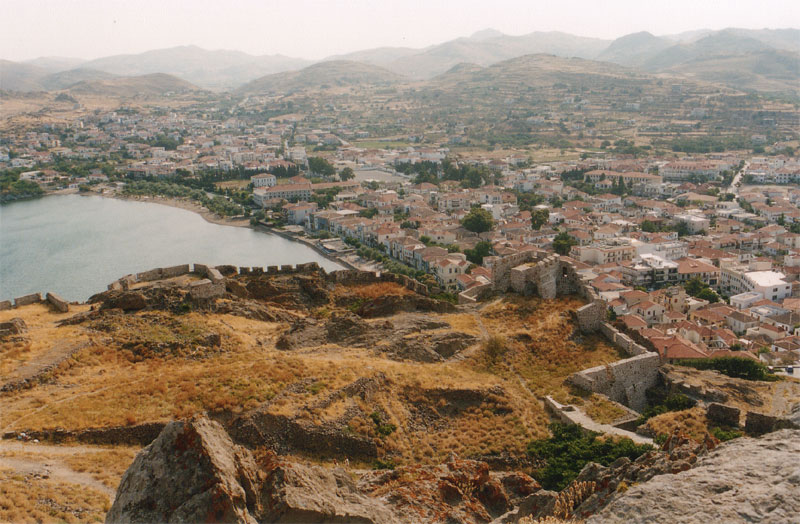
Вид на Мирину из венецианской крепости

Крепость Мирины построена на крутом скалистом полуострове и сообщается с сушей только с востока. Это самый большой форт в Эгейском море. 
Его нынешняя форма восходит к 1207 году, когда венецианец Филокало Навагайозо, великий дука Лемноса, укрепил Мирину. Но его преемник Леонардо Навагайозо укрепил крепость и владел ей в течение 45 лет. Во время османского владычества внутри крепости жили турки. В ходе русско-турецкой войны (1768—1774), во время осады Мирины в 1770 году русским флотом стены крепости были сильно повреждены. 
На восточной и южной стороне стена высокая, а количество башен относительно велико, тогда как на северной и западной стороне стена намного ниже, а башни встречаются реже. На самой высокой точке холма находится полуразрушенное здание крепости с множеством помещений. Также внутри крепости находится турецкая мечеть, подземная сводчатая площадка и резервуары. 
Сегодня крепость Мирины — памятник, доступный для публики.

## Археологический музей Лемноса в Мирине
Археологический музей Лемноса в Мирине расположен в двухэтажном здании XIX века, площадью около 605 м², с цокольным этажом и двором. Экспонаты включают находки из раскопок Итальянской школы в Афинах в Полиохни, Кабирионе и Гефестии на северном побережье и эфората (агентства) древностей преимущественно в Мирине. Здесь также хранятся многочисленные находки со всего острова, пожертвования из частных коллекций, а также древности Имвроса, отправленные в Афины епископом острова незадолго до Малоазийской катастрофы. На первом этаже выставлены находки доисторического периода из Полиохни, изделия ручной работы из Мирины энеолита и ранней бронзы, предметы того же периода, собранные со всего Лемноса, образцы микенской керамики из Кукониси, а также в двух помещениях — каменные экспонаты музея: скульптуры, надписи и надгробия от классических времен до римского периода с Лемноса и Имвроса (Гёкчеада) от V века до н. э. до I века н. э., на втором этаже — экспонаты от VIII века до н. э. до III века н. э., в том числе: погребальный инвентарь из некрополя Гефестии, находки из Кабирионе (святилище кабиров), святилища Великой Богини в Гефестии и Артемиды в Мирине, образцы керамики из эллинистических мастерских Гефестии и Мирины. В специально кондиционированном помещении на втором этаже из соображений безопасности и сохранности размещены все мелкие предметы от бронзы до средневековья (костяные и металлические предметы, инструменты, украшения), а также коллекция монет, которая датируется от эллинистического периода до средневековья.  

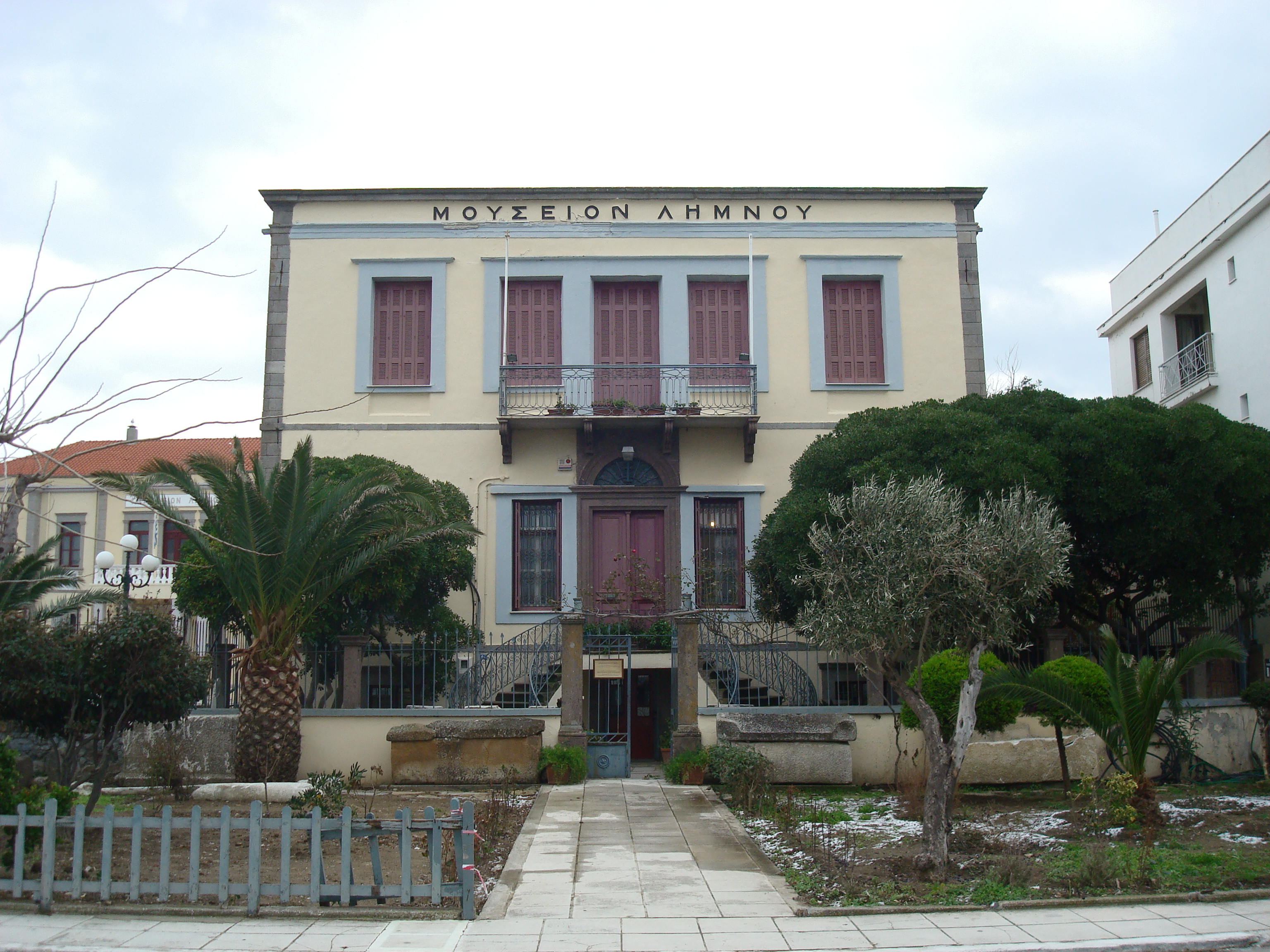
Археологический музей Лемноса в Мирине

В период османского владычества в здании находилась турецкая администрация. В 1930 году обсуждалось открытие музея в этом здании. В 1939 году здание было продано Школьному фонду Лемноса при условии, что оно будет передано в дар государству для размещения Археологического музея Лемноса.
Здание музея было отремонтировано в 1956 году. Во время Второй мировой войны археологические находки Лемноса были переданы на хранение в Археологический музей Митилини и Национальный археологический музей в Афинах и возвращены на Лемнос в 1961 году после завершения ремонта. Работы по повторной выставке были завершены в 1961 году. В начале 1990-х годов здание было снова отремонтировано, а в 1993 году открылась новая повторная выставка. 
Археологический музей Лемноса находится в Мирине, в месте называемом Ромейкос-Ялос (Ρωμέϊκος Γυαλός), относительно недалеко от крепости Мирины, примыкает к доисторическому участку Мирины и вместе с ним составляют единый археологический памятник.

## Население
| Год  | Население, человек |
| ---- | ------------------ |
| 1991 | 4682               |
| 2001 | 5283               |
| 2011 | ↗ 5711             |